# Nagao Dai
Dai Nagao (長尾 大 Nagao Dai, phiên âm: Trường Vĩ Đại) đã từng là một thành viên trong ban nhạc Do As Infinity cùng với Ban Tomiko & Ōwatari Ryō. Tên viết tắt của ban nhạc chính là tên anh (DAI).
Trước khi thành lập DAI, Dai sáng tác cho Hamasaki Ayumi & Hitomi.
Avex đã thực hiện giấc mơ của anh- thành lập một nhóm nhạc riêng.Vào năm 1999, anh đã chọn Tomiko làm ca sĩ & Ryō chơi guitar. Ngày 29 tháng 9 năm 1999, họ phát hành đĩa đơn đầu tiên- Tangerine Dream. Ngày 29 tháng 9 năm 2005, ban nhạc tan rã. Vào năm 2008, ban nhạc sẽ tái hợp mà không có sự xuất hiện của anh.
Bắt đầu từ năm 2008 Dai gia nhập đội hình biểu diễn của nữ nghệ sĩ violin trẻ ARIA.